# Chaz Bono
Chaz Salvatore Bono, nascut com a Chastity Sun Bono (4 de març de 1970), és conegut per ser el fill transsexual de Sonny Bono (1935-1998) i Cher (1946) (Sonny & Cher), i pel seu activisme en la defensa dels drets LGBT.
Des de molt jove va haver de suportar el pes de la fama, apareixent al programa televisiu dels seus pares The Sonny & Cher Comedy Hour. Maldament ha intentat tenir èxit a la música, finalment va adquirir rellevància amb el reconeixement de la seva homosexualitat el 1995 a la revista The Advocate i el seu activisme en defensa d'aquest col·lectiu; cosa que l'ha duit a escriure Family Outting. una obra dirigida a l'ajuda d'aquelles famílies que tenen un membre en disposició de sortir de l'armari.
Bono es va convertir en portaveu de la Human Rights Campaign, promocionant el Coming Out Day (Dia internacional per a prendre consciència sobre la importància de sortir de l'armari) als Estats Units.
El 2009, amb 39 anys, sent un complet activista pels drets dels homosexuals i transsexuals, va decidir procedir al canvi de sexe. El maig de 2010 un jutge va decidir aprovar el seu canvi de sexe, pel qual ara Chaz Bono és legalment home.
El 2011, la revista argentina Paparazzi va publicar imatges sobre el seu nou aspecte.